# WinMerge
WinMerge（ウィンマージ）は、複数のファイルやフォルダー（ディレクトリ）を比較し、その差分表示やマージをする機能を持つ、Microsoft Windows用のオープンソースソフトウェアである。

## 特徴
- テキストファイルのビジュアル差分表示とマージ。
- フォルダーの比較。任意のフォルダー同士を、その配下のファイルとサブフォルダーについてリスト表示またはツリー表示して比較する。
- 画像の比較。
- バイナリファイルの比較。自動的にバイナリエディターモードで比較表示する。
- 3つの対象を同時に比較する3方向マージ機能。
- シンタックスハイライト、行番号とワードラップを備えた、柔軟なテキストエディター。
- さまざまな改行コードのサポート。
- Unicodeのサポート。
- Windows-1252やMicrosoftコードページ932 (Shift_JIS) など、各種ANSIマルチバイト文字セットのサポート。
- 垂直ペインで、現在の差分が表示される。
- 位置ペインで、比較ファイルのマップを表示する。
- ファイル内の行の中の違いをハイライトで比較する。
- 差分をハイライト表示した、HTMLレポートの生成。
- フォルダー比較する際の、正規表現をもとにしたファイルフィルター。
- ファイル比較時の行移動を検出する。
- 空白系の文字を無視するオプションと、大文字／小文字の違いおよび改行コードの違いを区別／無視するオプション。
- patchファイルの生成。標準形式、コンテキスト形式、ユニファイド形式での生成。
- ファイルエクスプローラーのシェル拡張。
- TortoiseCVS、TortoiseSVN、TortoiseGitとの統合[2]。以前のバージョンではVisual SourceSafeやRational ClearCaseとの統合もサポートしていたが、のちに廃止されている[3]。
- 7-Zipを使用した、圧縮ファイルのサポート。
- プラグインで機能を拡張できる。例えば標準機能ではサポートしていないExcelファイルの比較プラグインなどがある。

## 派生版

### WinMerge 日本語版
WinMergeの主要な貢献者のひとりであるSawanaka Takashiが開発する派生版。「日本語版」と名乗っているが、本家WinMergeとサポート言語上の差異はない。
2004年、Sawanaka Takashiは文字コードの判定など日本語に特化した機能の開発を目的に派生版として「日本語版」の開発をスタートした。その成果は本家WinMergeに取り込まれたため、同一のものとなった。
2013年頃から本家WinMergeの開発が休止状態となっている間、Sawanaka Takashiによる新機能開発版として活動が行われ、3ファイル比較や3方向マージなどの機能が追加された。2018年、本家WinMergeは再開するためにオリジナルのコードを放棄し、日本語版を正式なWinMerge として取り込んだ。そのため、日本語版は「(本家と)違いがほぼなくなりました」としている。
その後、日本語ヘルプの追加などの活動が行われたが、これも2019年に取り込まれた。

### WinMerge 3
WinMergeをWindows以外の環境でも利用できるようQtフレームワーク上へ移植を目指したもの。2010年7月に開発を開始したが、2011年頃には事実上停止した。

### WinMerge 2011
2011年にバージョン2.xのコードベースからフォークして作成された。無料で使用できるVisual C++ ExpressエディションでビルドできるようにATL/MFCの依存関係が取り除かれた。しかし、Visual Studio Communityの登場によりその目的は失われてしまった。
Linux上でもWineを使用して動作できる。
以前はBitbucket上で開発されていたが、2020年9月にGitHubへ移行された。